# Hemiceras cayennensis
Hemiceras cayennensis är en fjärilsart som beskrevs av William Schaus 1906. Hemiceras cayennensis ingår i släktet Hemiceras och familjen tandspinnare. Inga underarter finns listade i Catalogue of Life.